# Бурыл
Буры́л (до 6 февраля 1997 года — Ро́вное, каз. Бурыл) — аул в Байзакском районе Жамбылской области Казахстана, административный центр Бурылского сельского округа. Код КАТО — 313635100.

## География
Аул расположен на юго-западе Байзакского района, в непосредственной близости областного центра города Тараз, в 10 километрах к юго-западу от районного центра села Сарыкемер. Ближайшая железнодорожная станция Бурул — расположена в 3 километрах к юго-западу от аула (по дороге — 8,5 км). Соседние населённые пункты: Кумжота на западных границах аула, Коктал в 1,7 километрах к северу, Костобе в 2 километрах к востоку. Транспортное сообщение осуществляется по автодороге КН-7, с выходом на автодорогу А2. Высота населённого пункта — 578 метров над уровнем моря.

### Этимология
Согласно мнению Е. Койшыбаева, в тюркском языке слова бүрыл, бүрма, борма и борал имеют значение «расположенный в стороне, наискось»; при этом важно не путать со словом бұрыл (заехать).

## История
Первоначально, село было основано как селение Ро́вное в 1892 году (согласно некоторым данным: 1893 год или 1898 год) на Таласском участке заселения Аулиеатинского уезда. На 1909 год, селение числилось в составе Михайловской волости. На 1912 год, за селом числились 799 десятин земель, из них — 50 под усадьбами, 749 — под угодьями; 289 душ обоего пола при 63 дворах.
Согласно переписи 1920 года население села Ровное составляло 323 человек, а преобладающим языком являлся украинский. Численность населения волости составляла 2597 человек. 15 апреля 1925 года, на основании постановления пленума Сыр-Дарьинского губисполкома от 8—9 апреля 1925 года, Михайловская волость была разделена и присоединена в составы Кенесской и Таласской волостей. 17 января 1928 года волости Аулиеатинского уезда были присоединены в состав Сыр-Дарьинского округа; из Ассинской (часть), Карабакирской, Кенесской, Кум-Арыкской и части Таласской волостей был образован Аулие-Атинский район, с административным центром в городе Аулие-Ата, который вошёл в состав Южно-Казахстанской области в 1932 году.
В 1938 году был образован Свердло́вский райо́н с административным центром в селе Михайловка. Указом Президиума Верховного Совета СССР от 14 октября 1939 года «Об образовании Семипалатинской, Акмолинской и Джамбулской областей в составе Казахской ССР», Свердловский район был присоединён в состав новообразованной Джамбулской области. 6 февраля 1997 года село Ровное было переименовано в село Буры́л.
Совхоз
В 1961—1997 годах село было центром совхоза «Ровненский» овощного и молочного направления. Этот совхоз был основан на базе колхоза «Кум-жота» («Новая жизнь»), директором которого с 1937 года был Герой Социалистического Труда Ян Чун Сик. С 1950 года колхоз носил имя Сталина, затем снова был переименован в колхоз «Кум-жота». В 1961 года на основе колхоза «Кум-жота» был создан совхоз «Ровненский». В колхоз «Кум-жота» трудились Герои Социалистического Труда Минтай Айтжанова, Алиман Битаева и Кан Хе-Сук.

## Современное состояние
На 2016 год — 16 улиц и 4 массива.
16 февраля 2016 года в ауле произошли столкновения на почве межэтнического конфликта в связи с убийством 5-летнего мальчика казахской национальности 18-летним подростком турецкой национальности во время ограбления дома.

## Население
| Численность населения | Численность населения | Численность населения | Численность населения | Численность населения | Численность населения | Численность населения | Численность населения | Численность населения |
| 1892                  | 1893                  | 1894                  | 1895                  | 1904                  | 1906                  | 1909                  | 1910                  | 1911                  |
| --------------------- | --------------------- | --------------------- | --------------------- | --------------------- | --------------------- | --------------------- | --------------------- | --------------------- |
| 141                   | ↘125                  | ↘76                   | ↗296                  | ↘219                  | ↗231                  | ↗246                  | ↗266                  | ↘253                  |
| 1912                  | 1920                  | 1989                  | 1999                  | 2009                  |                       |                       |                       |                       |
| ↗289                  | ↗323                  | ↗4760                 | ↗5033                 | ↗6689                 |                       |                       |                       |                       |

### Национальный состав
Процентное соотношение численно-преобладающих национальностей села согласно переписи 1989 года:
| Национальность | Процентное соотношение |
| -------------- | ---------------------- |
| Казахи         | 26 %                   |
| Немцы          | 22 %                   |
| Русские        | 22 %                   |
| Другие         | 30 %                   |

Национальный состав аула согласно акимату Бурылского сельского округа на 2016 год:
| Национальность | Численность (чел.) | Процентное соотношение |
| -------------- | ------------------ | ---------------------- |
| Казахи         | 8120               | 64,29 %                |
| Турки          | 2530               | 20,03 %                |
| Азербайджанцы  | 854                | 6,76 %                 |
| Русские        | 550                | 4,35 %                 |
| Армяне         | 249                | 1,97 %                 |
| Курды          | 71                 | 0,56 %                 |
| Украинцы       | 64                 | 0,51 %                 |
| Немцы          | 51                 | 0,40 %                 |
| Узбеки         | 45                 | 0,36 %                 |
| Татары         | 21                 | 0,17 %                 |
| Уйгуры         | 19                 | 0,15 %                 |
| Другие         | 57                 | 0,45 %                 |
| Всего          | 12 631             | 100,00 %               |